# Кеннеди, Джозеф Патрик (младший)
Джозеф Патрик «Джо» Кеннеди-младший (англ. Joseph Patrick «Joe» Kennedy, Jr.; 25 июля 1915 — 12 августа 1944) — американский военный лётчик, член семьи Кеннеди, старший брат президента США Джона Ф. Кеннеди, генерального прокурора Роберта Ф. Кеннеди и сенатора Эдварда М. Кеннеди.
Погиб в небе над Великобританией во Вторую мировую войну. Посмертно награждён Военно-морским крестом, Крестом лётных заслуг, «Пурпурным сердцем» и Воздушной медалью.

## Биография
Джозеф Патрик Кеннеди-младший был старшим из девяти детей бизнесмена, дипломата и политика Джозефа Патрика Кеннеди-старшего и Роуз Элизабет Фицджеральд. Джо посещал школу Декстера в Бруклайне (штат Массачусетс), а в 1933 году окончил школу Чоат в Коннектикуте и поступил в Гарвардский университет. В университете Джо активно занимался спортом: был членом команды по регби, добился успехов в яхтенном спорте. В 1938 году он получил степень бакалавра, затем год обучался у Гарольда Ласки в Лондонской школе экономики и политических наук. По слухам, Джо был помолвлен с манекенщицей Аталией Феттер, однако до свадьбы дело не дошло из-за начавшейся Второй мировой войны.
В 1940 году был объявлен призыв в американскую армию. Джо Кеннеди, в это время учившийся в Гарвардской школе права был определён в авиацию ВМФ; 24 июня он приступил к службе в звании матроса второго класса.
Далее Джо выучился на пилота бомбардировщика в Бостоне, затем служил во Флориде и в Пуэрто-Рико, почти год в составе[чего?] патрулируя юг Атлантического океана, охотясь на немецкие подлодки.
В начале 1943 года он был переведён в Норфолк, а в сентябре — в Англию, на базу в Девоншире. 
В 1943—1944 гг. в качестве пилота Б-24 «Либерейтор» (PB4Y-1) Кеннеди боролся с немецкими подлодками в Бискайском заливе. За время службы в VP-110[что?], Джо совершил несколько десятков боевых вылетов, однако ему не удалось записать на свой счёт ни потопленной подлодки, ни сбитого самолёта. Несколько раз побывал под огнём: его самолёт был обстрелян из зенитных орудий близ Бреста, а 9 ноября 1943 над Бискайским заливом его «Либерейтор» был неудачно перехвачен Ме-210 — тот после первой атаки потерял самолёт Кеннеди.
Джо Кеннеди был разочарован тем, что с войны он вернётся без медалей, в то время как его младший брат Джон Ф. Кеннеди во время службы на тихоокеанском флоте уже успел прославиться. Поэтому, когда ему представилась возможность поучаствовать в секретной военной операции «Афродита», Джо согласился, хотя уже мог демобилизоваться. Суть операции «Афродита» заключалась в использовании тяжёлых бомбардировщиков в качестве высокоточных управляемых снарядов для поражения хорошо укреплённых немецких бункеров. Пилоты при этом должны были произвести взлет, набрать высоту 600 метров, активировать систему дистанционного управления, взвести взрыватели и выпрыгнуть с парашютом; до цели самолёт-снаряд летел под радиоуправлением с самолета наведения.
12 августа 1944 года Джо Кеннеди и Уилфорд Уилли подняли в воздух модифицированный бомбардировщик Б-24 «Либерейтор» (PB4Y-1), нагруженный 9,6 тоннами торпекса, а их целью было орудие Фау-3 в окрестностях Кале. Однако в 18 часов 23 минуты взрывчатка сдетонировала ещё в небе над Англией, оба пилота погибли мгновенно, их останки не были найдены.

## Память
В 1946 году ВМФ США дал имя Джозефа Патрика Кеннеди-младшего новому эсминцу типа «Гиринг», USS Joseph P. Kennedy, Jr., состоявшему на вооружении до 1973 года, а ныне являющемуся плавучим музеем.
В 1947 году семья Кеннеди создала благотворительный фонд имени Джозефа Патрика Кеннеди-младшего, которым до своей смерти в 2009 году управлял младший брат Джо, Эдвард Кеннеди.
Кенотаф Д. П. Кеннеди, как и могилы двух его младших братьев, находится рядом с мемориалом его брата Джона Кеннеди.